# Erin Sanders
Erin Zariah Sanders (Santa Monica, 19 gennaio 1991) è un'attrice statunitense.
Ha cominciato a fare l'attrice quando un noto produttore l'ha vista mentre vendeva i biscotti per il suo gruppo scout. Deve la sua notorietà principalmente al ruolo di Quinn Pensky, fidanzata di Logan Reese nella serie televisiva Zoey 101, e al ruolo di Camille Roberts nella serie Big Time Rush.

## Filmografia

### Attrice

#### Cinema
- Model Minority, regia di Lily Mariye (2012)
- Zoey 102 , regia di Nancy Hower – film (2023)

#### Televisione
- Apple Valley Knights – serie TV (2002)
- American Dreams – serie TV, episodio 1x04 (2002)
- Giudice Amy (Judging Amy) – serie TV, episodio 5x05 (2003)
- Carnivàle – serie TV, episodi 1x07-1x12 (2003)
- Squadra Med - Il coraggio delle donne (Strong Medicine) – serie TV, episodio 4x16 (2003)
- Zoey 101 – serie TV, 65 episodi (2005-2008)
- 8 semplici regole (8 Simple Rules) – serie TV, episodio 3x16 (2005)
- Febbre d'amore (The Young and the Restless) – serial TV, 32 puntate (2008)
- Weeds – serie TV, episodi 5x07-5x09 (2009)
- Mad Men – serie TV, episodio 3x07 (2009)
- Castle – serie TV, episodio 2x06 (2009)
- Big Time Rush – serie TV, 43 episodi (2009-2013)
- The Mentalist – serie TV, episodio 2x16 (2010)
- CSI: Miami – serie TV, episodio 9x14 (2011)
- Sketchy – serie TV, episodio 2x15 (2012)
- The Fresh Beat Band – serie TV, episodio 3x18 (2012)
- Coppia di re (Pair of Kings) – serie TV, episodio 3x15 (2012)
- Melissa & Joey – serie TV, episodi 3x28-3x30-3x36 (2014)
- Amicizie pericolose (Guilty at 17), regia di Anthony Lefresne – film TV (2014)

### Doppiatrice
- L.A. Noire – videogioco (2011)

## Doppiatrici italiane
Nelle versioni in italiano dei suoi lavori, Erin Sanders è stata doppiata da:
- Letizia Ciampa  in Carnivàle, Mad Men
- Ilaria Orlando in CSI: Miami
- Joy Saltarelli in Zoey 101
- Francesca Manicone in Big Time Rush (1a voce)
- Laura Amadei in Big Time Rush (2a voce)
- Valentina De Marchi in Zoey 102